# Førsokratikere
Førsokratikere, også kaldet præsokratikere, er fællesbetegnelsen for de græske filosoffer, der levede fra ca. 585 f.Kr. og frem til Sokrates.